# هیتن (آلبوم دیوید بویی)
هیتن (انگلیسی: Heathen) بیست و سومین آلبوم استودیویی دیوید بویی، موسیقی‌دان انگلیسی، است. این آلبوم ابتدا در ۱۰ ژوئن ۲۰۰۲ در اروپا و روز بعد در آمریکا منتشر شد. این اولین انتشار او از طریق ناشر موسیقی تازه‌تاسیس آی‌اس‌او رکوردز، همراه با کلمبیا رکوردز پس از ترک ئی‌ام‌آی/ویرجین بود. بویی بار دیگر با تهیه‌کننده تونی ویسکانتی شروع به ملاقات کرد و این آلبوم اولین همکاری کامل این دو از زمان هیولاهای ترسناک در سال ۱۹۸۰ بود. ضبط بیشتر قطعات از اوت ۲۰۰۱ تا ژانویهٔ ۲۰۰۲ در استودیوهای نیویورک به طول انجامید و چندین نوازنده مهمان، از جمله دیو گرول و پیت تاونزند در آن حضور داشتند. دو قطعه، از جمله «ترس» (Afraid) و «لغزش کردن» (Slip Away) از آلبوم کنارگذاشتهٔ اسباب‌بازی بویی تکامل یافته‌اند، و سه قطعه نیز بازخوانی ترانه‌های پیکسیز، نیل یانگ و لجندری استارداست کابوی بوده‌اند.
از لحاظ موسیقایی، هیتن حاوی آوای آرت راک و آرت پاپ است که یادآور آثار دههٔ ۱۹۷۰ بویی است و چندین ترانه نیز ملودی‌ها و آرایش‌های مشابهی را به نمایش می‌گذارند. در همین حال، اشعار معنوی آلبوم احساسات انباشته‌شدهٔ بویی از ترس، افکار پیری و امید به آینده‌ای بهتر برای دختر تازه متولدشده‌اش را منعکس می‌کند. با توجه به زمان انتشار آن، چندین مفسر برخی از قطعه‌ها، به‌ویژه «یکشنبه» و «خشم تدریجی» را به عنوان واکنشی ناتمام به حملات ۱۱ سپتامبر تفسیر کردند؛ اگرچه بویی قاطعانه ذکر داشت که محتوا را قبل از این ماجرا نوشته است. مضامین معنوی آلبوم در تصویر هنری و بسته‌بندی آن منعکس شده‌اند.
هیتن با برگزاری کمپین بازاریابی گسترده و حضورهای تبلیغاتی، مورد انتظارترین آلبوم بویی در سال‌های اخیر بود. این آلبوم در جدول‌های متعددی حضور داشت و در رتبهٔ پنجم جدول آلبوم‌های بریتانیا قرار گرفت. همچنین از زمان انتشار امشب (۱۹۸۴) به بالاترین جایگاه آلبوم او در ایالات متحده تبدیل شد و به رتبهٔ ۱۴ جدول بیلبورد ۲۰۰ رسید. علاوه بر این، تک‌آهنگ «همه می‌گویند سلام» به رتبه ۲۰ جدول بریتانیا رسید. این آلبوم همچنین پر استقبال‌ترین آلبوم این هنرمند در سال‌های اخیر بوده است و منتقدان آن را بازگشتی به سبک خود و بهترین آلبوم او از زمان هیولاهای ترسناک می‌دانند. بسیاری نیز بازگشت ویسکانتی را برجسته شمردند.
بویی در اواسط سال ۲۰۰۲ در تور هیتن از این آلبوم پشتیبانی کرد و در  چندین جشنواره از جمله ملت‌داون در بریتانیا اجرا کرد. چندین نمایش شامل قطعات آلبوم کم (۱۹۷۷) و هیتن به‌طور کامل اجرا شدند. این آلبوم پس از یک دوره آزمایش و تجربه‌گری بویی از سبک‌ها در دههٔ ۱۹۹۰، یک تجدید خلاقانه و تجاری برای او بود. زندگی‌نامه‌نویسان بویی هیتن را به‌عنوان پیشرفتی نسبت به آلبوم‌های پیشین تحسین کرده‌اند، و چندین نفر توانایی بویی را در به‌روزرسانی صدای قدیمی‌اش برای یک محیط مدرن ستایش کرده‌اند و آن را به‌عنوان یکی از بهترین‌های دوران کاری بعدی خود دانستند.